# Achik Kérib, conte d'un poète amoureux
Pour plus de détails, voir Fiche technique et Distribution.
Achik Kérib, conte d'un poète amoureux (titre original : Ashugi Qaribi) est un film soviétique réalisé par Dodo Abachidze et Sergueï Paradjanov et sorti en 1988.

## Synopsis
Kérib, un jeune homme généreux, est un achik possédant une très belle voix. Au cours des cérémonies, il chante, au son de la saaz les exploits des nobles cavaliers du Turkestan. Un jour, il s'éprend de la belle Magoul-Megeri, fille d'un riche marchand. Pauvre, il ne peut, toutefois, l'épouser. Il part donc à travers le monde, avec l'espoir de devenir riche et de convoler en justes noces.

## Source
Achik Kerib constitue l’adaptation assez libre d’un conte de Lermontov écrit en 1837, retrouvé dans les papiers de l’écrivain après sa mort et publié en 1846 dans l’anthologie de B.A. Sollogub. Ce conte est lui-même inspiré d'un dastan populaire, Achik Garib.

## Fiche technique
- Titre du film : Achik Kérib, conte d'un poète amoureux
- Titre original : Ashugi Qaribi
- Réalisation : Sergueï Paradjanov, Dodo Abachidze
- Scénario : Guia Badridzé d'après la nouvelle de Mikhaïl Lermontov
- Décors : Giorgi Meskhichvili, Nikolai Zandoukeli, Chota Gogolachvili
- Photographie : Albert Iavourian - Couleurs, 35 mm
- Musique : Iavanchir Kouliev
- Production : Kartuli Pilmi Tbilissi (Géorgie)
- Durée : 83 minutes
- Pays d'origine :  Union soviétique
- Langues originales : géorgien, azéri
- Sortie : 1988

## Distribution
- Youri Mgoian (chanson : Alim Gassimov) : Achik Kérib
- Sofiko Tchiaoureli : Magoul-Megeri
- Ramaz Tchkhikvadzé
- Lévan Natrochvili
- Véronique Métonidzé
- Konstantin Stepankov (comme Konstantin Adamov)

## Analyse
Paradjanov développe un langage cinématographique poétique dans ce film, tout comme auparavant dans Sayat Nova (1968). Cette poéticité cinématographique a été commentée par Marion Poirson-Dechonne dans l'article "Achik Kerib, de Paradjanov, ou la fonction poétique du langage cinématographique".

## Autour du film
- Après la dernière image du film (une colombe venant se poser sur une caméra de plateau, dans une pièce nue au mur de fond décoré d'un tissu) apparaît un carton : « Dédié à la mémoire d'Andreï Tarkovski. »

## Distinction
Sélection officielle à la Mostra de Venise 1988 (présenté hors-compétition).